# 宮沢静虎
宮沢 静虎（みやざわ せいこ）は、『高校鉄拳伝タフ』やその続編・外伝に登場する架空の武術家。

## 概要
『高校鉄拳伝タフ』『TOUGH』の主人公・宮沢熹一の父親であり、宮沢一族が継承する流派「灘神影流」の14代目当主。「静かなる虎」と称され、熹一が最も尊敬し、超えようとする人物である。熹一には「親父（おとん）」と呼ばれる。
「至上最強のモラリスト」とも呼ばれ、非常に温厚で礼儀正しく、正義感溢れる好人物で、自らの闘いにおいて不殺をモットーとし、熹一もその教えを守っている。「あらゆる人間は自己満足の為に生きている」という考えを持ち、「誰かを助けようとする想いすらも自己満足（＝自分自身が納得する為に下した判断）なのだから、人助けに見返りを求めてはならない」と熹一に説いた。
名前の読みが女っぽく、本名を隠していたことがある。
「悪魔」と称される、他の武術家を恐怖に陥れる宮沢鬼龍は双子の兄であるが、すでに絶縁しているという。
職業は銀行員。副業としてフリーランスでのボディガードを営んでいる。普段は常にスーツを着て眼鏡をかけているが、戦闘の時は鋭い眼光を放つ。
灘神影流を潰すことを野望としている鬼龍とはいつも対立しており、性格は正に正反対で、悪の象徴として描かれている鬼龍と比較される時は、「灘神影流の善と悪、光と影」と言われる。
『高校鉄拳伝タフ』のクライマックスにて鬼龍と激闘を繰り広げ呪怨を喰らい、心神喪失、半身不随となるが鬼龍の針を使った施術で復活し、さらに塊蒐拳の後遺症で余命半年とされるが「急所は救所」の塊蒐拳を尊鷹（後述）から受け、それも復活している。
長兄・宮沢尊鷹に対する考え方が鬼龍と異なり、静虎自身は尊鷹のことを大変慕っているため、鬼龍に尊鷹の兵隊（コマ）と嫌味を言われることもある。
拳銃の弾を避けるなど、人間の領域を超えた反射神経を持つ。
ダークファイト「ハイパー・バトル」に、チームD(道元)の一員として参加しており、準決勝で熹一と闘い、その際熹一と直接は血の繋がっていない義理の親子である事を明かす。
ブラックハウス内での潜入、銃弾の摘出とその縫合、早急なモニタールームの破壊、英語でのパソコン操作も難なくこなしていることから、彼もまた鬼龍と同様、工作員としての側面がある。
ハイパー・バトルのアナウンスでは「闘うお父さん」や、「現代に蘇ったサムライ・オヤジ」と紹介される。また熹一に闇試合を紹介した新藤力丸には「時代錯誤の侍」と言われたこともある。

## 性格
非常に正義感溢れる好人物で、作者も特別な思い入れがあるようである。『タフ外伝 OTON』でその性格を知ることができる。自らと闘った心優しいロシアン・マフィアがヤクザに売られそうになった時も、静虎の右腕を引き換えにするというヤクザの条件を呑んだこともある。また、本編の回想編で熹一が幼稚園児だったころ、寝ている熹一がお弁当のおかずが常に体にいいものであることに対し、友達の弁当に入っていた「タコウインナー」と呟いたのを聞き、手を包丁でキズだらけにしながらタコウインナーと白米オンリーの弁当を作ることからも、彼の性格がうかがえる。
ただし、「因縁」がある日下部覚吾に対してだけは彼らしくもなくムキになり、敵わぬと知りつつも覚悟を見せて挑んだ。また、熹一との父子対決でも本気を見せ、彼らしくない凶悪技を出したこともある。

## ファイトスタイル
相手の打撃を捌くのが上手く、防御の技に長ける。故に鬼龍と比べられる時は「攻めの鬼龍　守りの静虎」と呼ばれる。灘神影流の技を使うことが多い。
200万人に1人の武術家が持ち、最高・最上の剛脚とされ、地を駆ける虎の如き力強さを誇る「虎腿（タイガー・フット）」の持ち主であり、その脚から繰り出される一撃必殺の飛び蹴り、「虎腿蹴（タイガー・シュート）」を得意とする。

## タフ外伝 OTON
宮沢静虎が主人公となる一話完結のストーリーで、コミックスが2巻発行されている。静虎が悪漢と闘うのが主なストーリー構成となっており、正義に燃える彼の性格をうかがうことができる。外伝のみだが、飛行機や高い所が苦手な高所恐怖症である。外伝の1話で、空港に到着後にタンカーで運ばれる話もある。